# Condado de León
El condado de León es uno de los 254 condados del estado norteamericano de Texas. La sede del condado es Centerville. El condado tiene un área de 2797 km²(de los cuales 21 km² están cubiertos por agua) y una población de 15335 habitantes, para una densidad de población de 6 hab/km² (según censo nacional de 2000). Este condado fue fundado en 1846.

## Geografía

### Vías principales
- Interestatal 45
- Autopista nacional 79
- Autopista estatal 7
- Autopista estatal 75

### Condados vecinos
- Freestone  (norte)
- Anderson  (noreste)
- Houston  (este)
- Madison  (sur)
- Robertson  (oeste)
- Limestone  (noroeste)

## Historia
La legistaluta de la República de Texas autorizó la existencia del condado de León en 1846, proveniente de parte del condado de Robertson (Texas), y lo llamó en honor a Martín De León, el fundador de Victoria (Texas). Sin embargo, la tradición local sostiene que el condado se llama en referencia a un lobo amarillo de la región, llamado comúnmente "león". El condado fue organizado ese mismo año, con sede principal en Leona. En 1851 la sede se movió a Centerville debido a que Leona estaba ubicado demasiado al sur del condado.

## Demografía
Para el censo de 2000, había 15.335 personas, 6.189 cabezas de familia, y 4.511 familias residiendo en el condado. La densidad de población era de 14 habitantes por milla cuadrada.
La composición racial del condado era:
- 83.53% blancos
- 10.39% negros o negros americanos
- 0.34% nativos americanos
- 0.18% asiáticos
- 0.01% isleños
- 4.50% otras razas
- 1.06% de dos o más razas.

Había 6.189 cabezas de familia, de las cuales el 28.20% tenían menores de 18 años viviendo con ellas, el 60.20% eran parejas casadas viviendo juntas, el 9.20% eran mujeres cabeza de familia monoparental (sin cónyuge), y 27.10% no eran familias.
El tamaño promedio de una familia era de 2 miembros.
En el condado el 24.30% de la población tenía menos de 18 años, el 6.70% tenía de 18 a 24 años, el 23.40% tenía de 25 a 44, el 25.60% de 45 a 64, y el 20.00% eran mayores de 65 años. La edad promedio era de 42 años. Por cada 100 mujeres había 96.40 hombres. Por cada 100 mujeres mayores de 18 años había 92.70 hombres.

### Evolución demográfica
A continuación se presenta una tabla que muestra la evolución de la población entre 1900 y 1990
| Año        | 1900  | 1910  | 1920  | 1930  | 1940  | 1950  | 1960 | 1970 | 1980 | 1990  |
| ---------- | ----- | ----- | ----- | ----- | ----- | ----- | ---- | ---- | ---- | ----- |
| Habitantes | 18072 | 16583 | 18286 | 19898 | 17733 | 12024 | 9951 | 8738 | 9594 | 12665 |

## Economía
Los ingresos medios de una cabeza de familia del condado eran de USD$30.981 y el ingreso medio familiar era de $38.029. Los hombres tenían unos ingresos medios de $32.036 frente a $19.607 de las mujeres. El ingreso per cápita del condado era de $17.599. El 12.60% de las familias y el 15.60% de la población estaban debajo de la línea de pobreza. Del total de gente en esta situación, 21.20% tenían menos de 18 y el 14.30% tenían 65 años o más.

## Ciudades importantes
| - Buffalo - Centerville | - Jewett - Leona | - Marquez - Normangee | - Oakwood |